# Língua fissurada

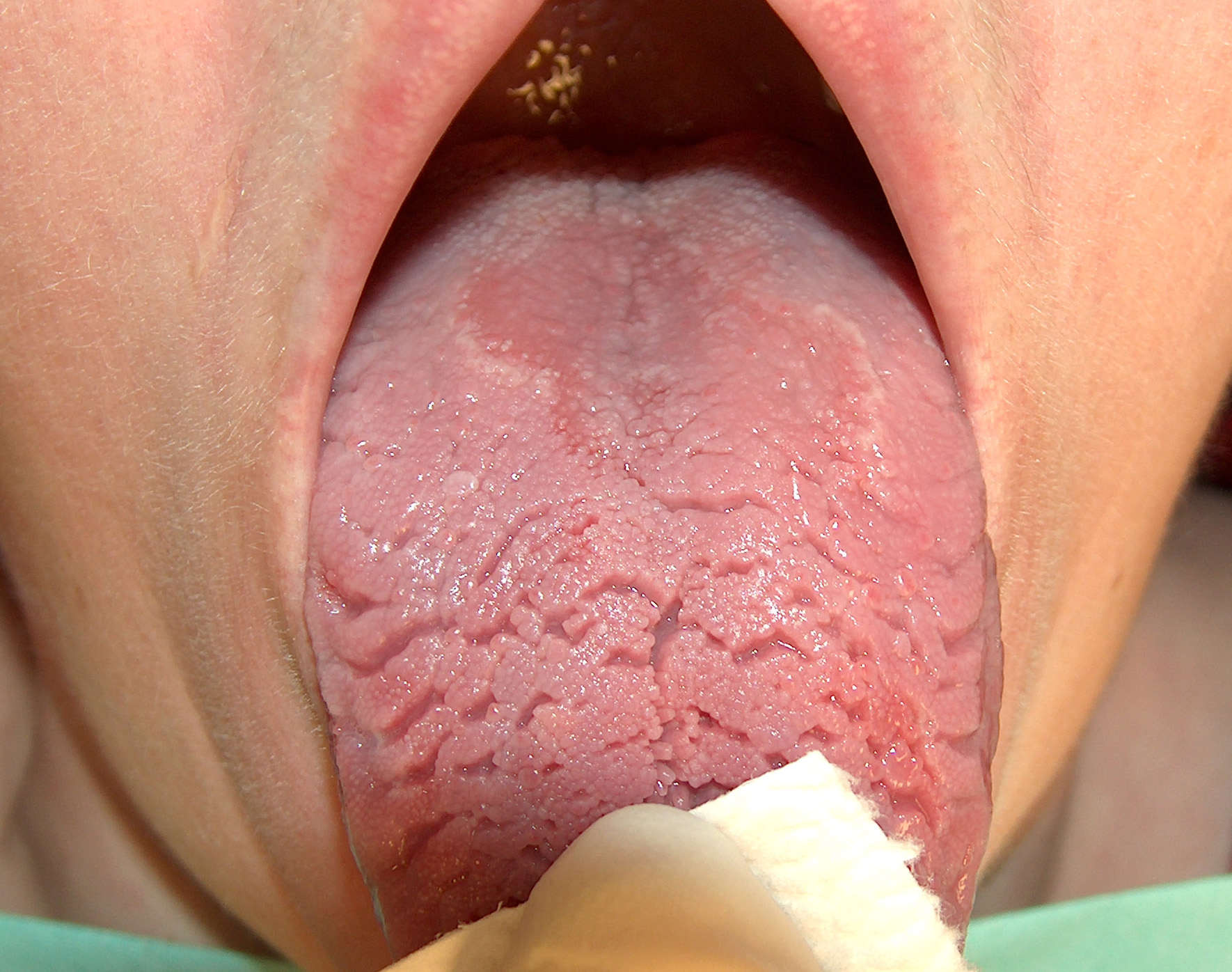

Língua fissurada, também conhecida como língua escrotal, é uma condição benigna caracterizada por sulcos profundos (fissuras) no dorso da língua. Esta condição é inócua e não é necessária a intervenção médica.
A língua fissurada aparece em associação com a Síndrome de Melkersson-Rosenthal, além de pacientes com Síndrome de Down, e em associação com língua geográfica.